# Garrulax rufifrons
Charlatão-de-testa-ruiva ou zaragateiro-de-testa-ruiva (Garrulax rufifrons) é uma espécie de ave da família Timaliidae.
É endémica da Indonésia.
Os seus habitats naturais são: regiões subtropicais ou tropicais húmidas de alta altitude.